# Biosteres blandus
Biosteres blandus är en stekelart som först beskrevs av Alexander Henry Haliday 1837.  Biosteres blandus ingår i släktet Biosteres och familjen bracksteklar. Arten är reproducerande i Sverige. Inga underarter finns listade.